# Carpathian Forest
Carpathian Forest är ett norskt black metal-band, bildat i Sandnes 1992. (Bandet spelade 1990–1992 under namnet Enthrone.)
Ett av de allra tidigaste norska black metalbanden som dock aldrig nått samma typ av berömmelse som sina kollegor Emperor och Burzum. Bandets musik är i samma skola som mer kända Darkthrone och försöker återskapa en "ondskefull" atmosfär med primitiva medel. I början gick medlemmen Nattefrost under namnet Lord Nosferatu. Bandets första demo spelades in under namnet Bloodlust and Perversion. Nattefrost har även gjort ett par soloskivor under eget namn. Texterna är oftast på teman anknutna till en dekadent och antikristen livsstil.

## Medlemmar
Nuvarande medlemmar
- Nattefrost (Roger Rasmussen) – sång, keyboard, gitarr, basgitarr (1992– )
- Vrangsinn (Daniel Vrangsinn Salte) – basgitarr, keyboard, gitarr, bakgrundssång (1999–2014), basgitarr (2019– )
- Grimmdun (Audun Ulleland) – trummor (2017– )
- Erik Gamle (aka HaaN) – gitarr (2017– )
- Malphas (aka Diabolous, eg. Thomas Myrvold) – gitarr (2017– )

Tidigare medlemmar
- J. Nordavind (Johnny Krøvel) – basgitarr, gitarr, klaviatur, bakgrundssång (1992–2000)
- Damnatus – basgitarr (1992–1993)
- Lord Blackmangler – trummor (1992–1993)
- Lars Are Nedland (Lazare) – trummor (1998–1999)
- Anders Kobro – trummor (1999–2014)
- Tchort (Terje Vik Schei) – basgitarr (1999–2009), gitarr (2012–2014)
- Blood Pervertor (Gøran Boman) – gitarr, bakgrundssång (2003–2014)
- Slakt (Kjetil Dyvik Løksli) – basgitarr (2017–2019)

Bidragande studiomusiker
- Möthorsen (Arvid Thorsen) – saxofon (på Defending the Throne of Evil och Morbid Fascination of Death)
- Svein H. Kleppe – trummor
- John M. Harr – basgitarr

Livemusiker
- Hoest (Ørjan Stedjeberg) – sång (2003)
- Jonathan A. Perez – trummor (2013– )
- Vrangsinn – basgitarr (2018– )

Medlemmar i Enthrone (1990–1992)
- Lord Karnstein (Johnny Krøvel) – sång, gitarr, basgitarr, keyboard
- Lord Nosferatu  (Roger Rasmussen, också känd som "Nattefrost") – sång, basgitarr, keyboard

@ Hellfest 2013
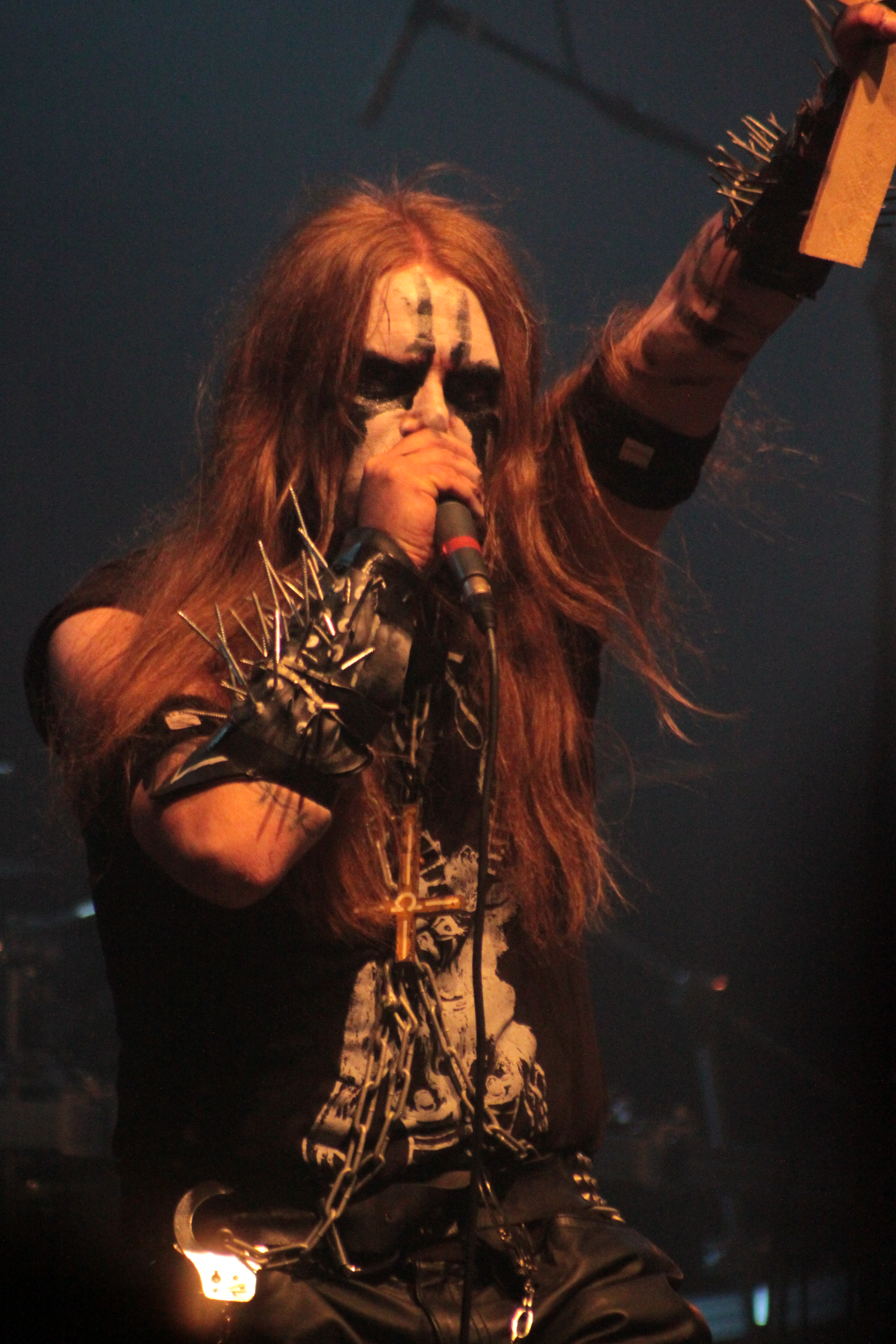
Nattefrost
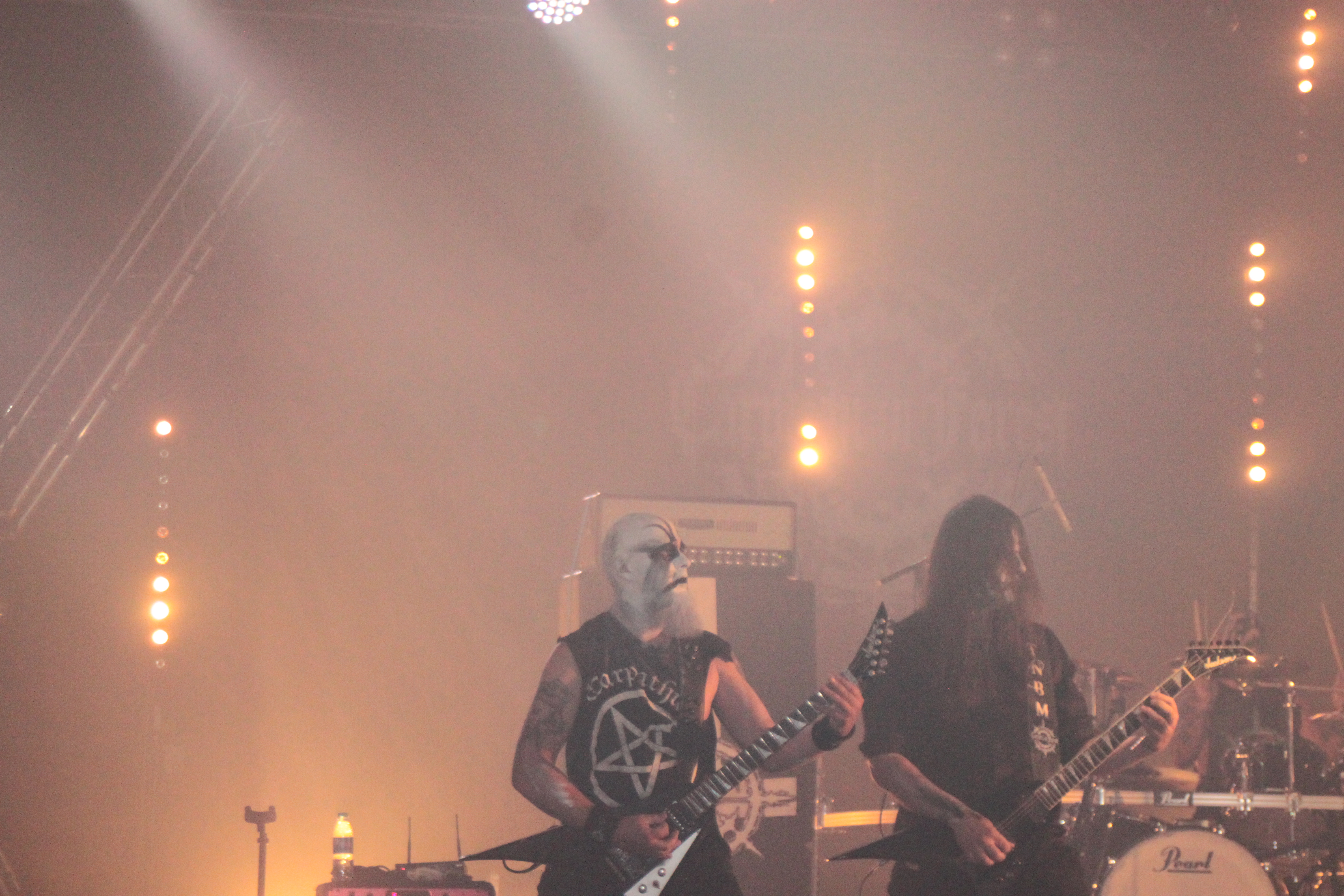
Tchort & Blood Pervertor
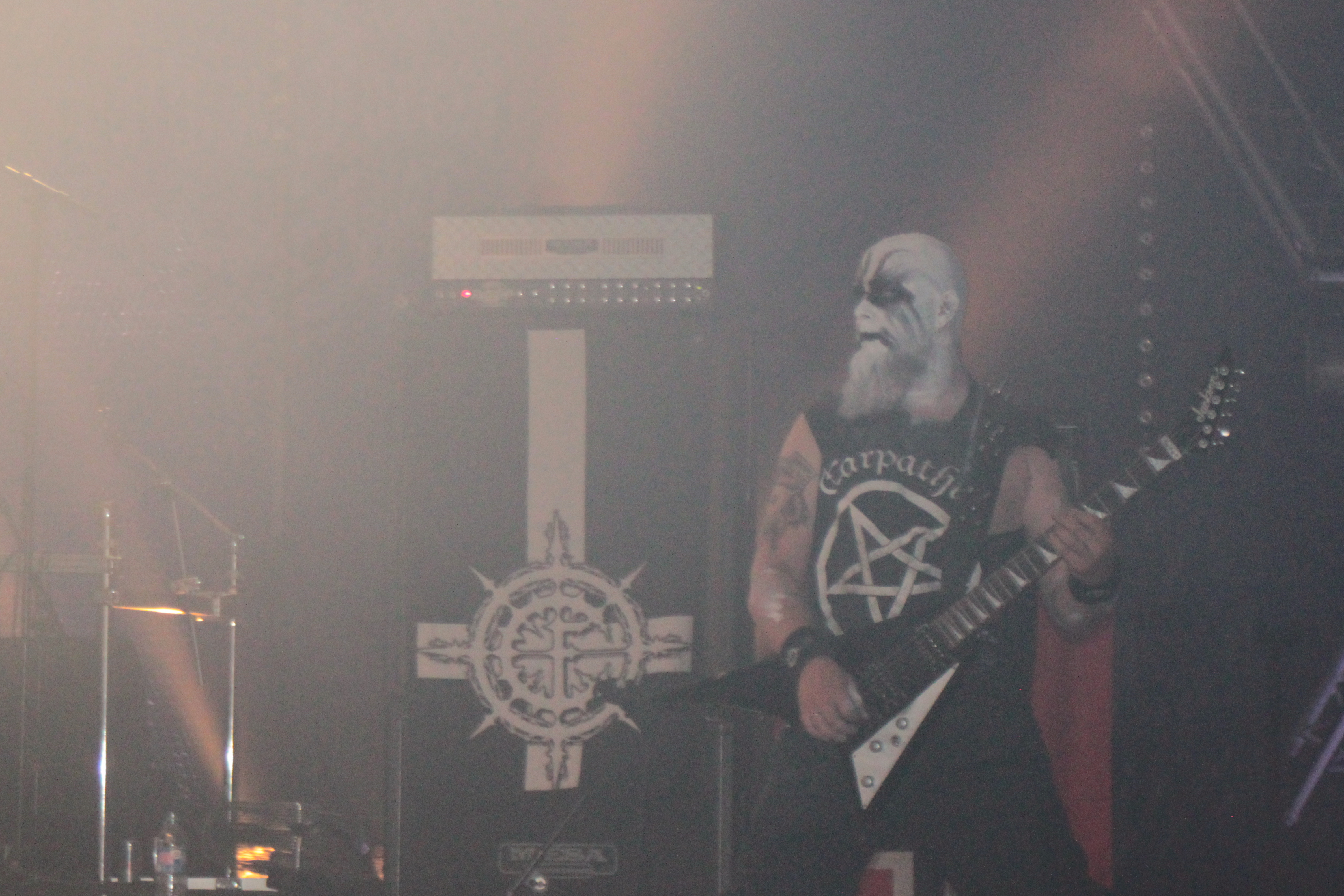
Tchort
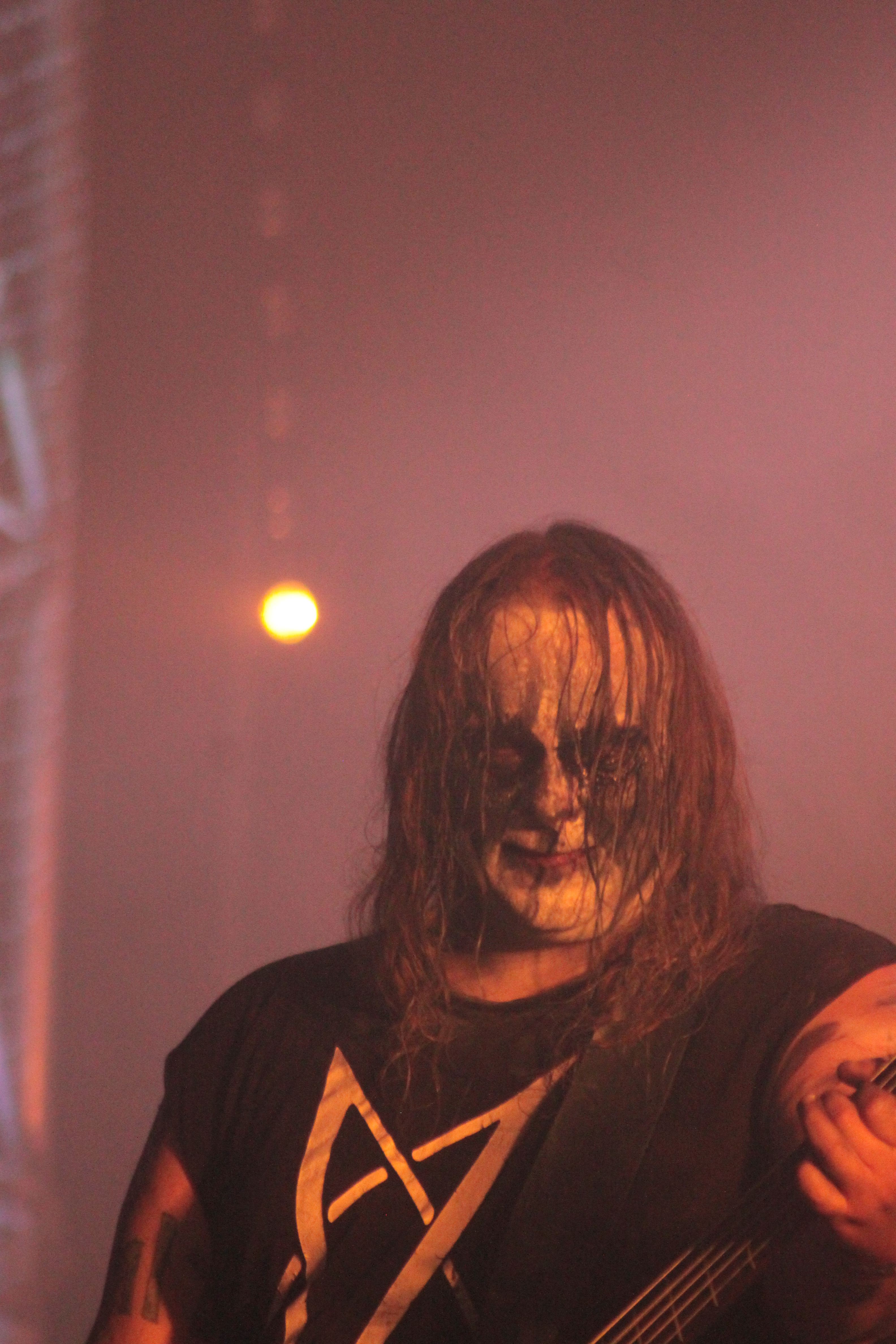
Vrangsinn

## Diskografi
Demo
- 1992 – Bloodlust and Perversion
- 1992 – Rehearsal Outtake
- 1993 – In These Trees Are My Gallows
- 1993 – Journey Through the Cold Moors of Svarttjern

Studioalbum
- 1998 – Black Shining Leather
- 2000 – Strange Old Brew
- 2001 – Morbid Fascination of Death
- 2003 – Defending the Throne of Evil
- 2006 – Fuck You All!!!! Caput tuum in ano est

Livealbum
- 2001 – Live at Inferno '01
- 2009 – We're Going to Hollywood for This - Live Perversions

EP
- 1995 – Through Chasm, Cave and Titan Woods
- 2018 – Likeim

Singlar
- 1999 –  "He's Turning Blue" / "Ghoul" (Mayhem cover) (7" vinyl)

Samlingsalbum
- 1997 – Bloodlust and Perversion
- 2002 – We're Going to Hell for This - Over a Decade of Perversions
- 2004 – Skjend hans lik
- 2017 – The Fucking Evil Years (3CD box)

## Videografi
- 2004 – We're Going to Hollywood for This - Live Perversions (2DVD)